# Mats Olausson
Mats Johan Olausson (Göteborg, 17 aprile 1961 – Rayong, 19 febbraio 2015) è stato un tastierista svedese.
È famoso per la sua lunga militanza nella band di Yngwie Malmsteen, ma ha collaborato con numerosi artisti.
È morto in Thailandia il 19 febbraio 2015 all'età di 53 anni. Stando alle prime indiscrezioni, si pensa che il musicista sia morto meno di 24 ore prima che il suo corpo venisse rinvenuto sul pavimento della sua camera. Aveva indosso solo un paio di calzoncini e nella stanza sono state trovate sette bottiglie di whisky vuote, oltre ad alcune lattine di birra - sempre vuote. Non è stata rilevata la presenza di indizi che rivelassero una colluttazione.

## Discografia
Con Silver Mountain
- 1986 – Hibiya Live in Japan -85

Con Yngwie Malmsteen
- 1990 – Eclipse
- 1991 – The Yngwie Malmsteen Collection
- 1992 – Fire and Ice
- 1994 – The Seventh Sign
- 1994 – I Can't Wait
- 1994 – Power and Glory
- 1995 – Magnum Opus
- 1996 – Inspiration
- 1997 – Facing the Animal
- 1998 – Concerto Suite for Electric Guitar and Orchestra in E flat minor, Opus 1
- 1998 – Live!!
- 1999 – Alchemy
- 2000 – War to End All Wars

Con i Talisman
- 1990 – Talisman
- 1996 – BESTerious

Con John Norum
- 2000 – Slipped Into Tomorrow

Con i MVP (Mike Vescera Project)
- 2000 – Animation

Con gli Ark
- 1999 – Ark
- 2001 – Burn the Sun